# Popp (automobil)

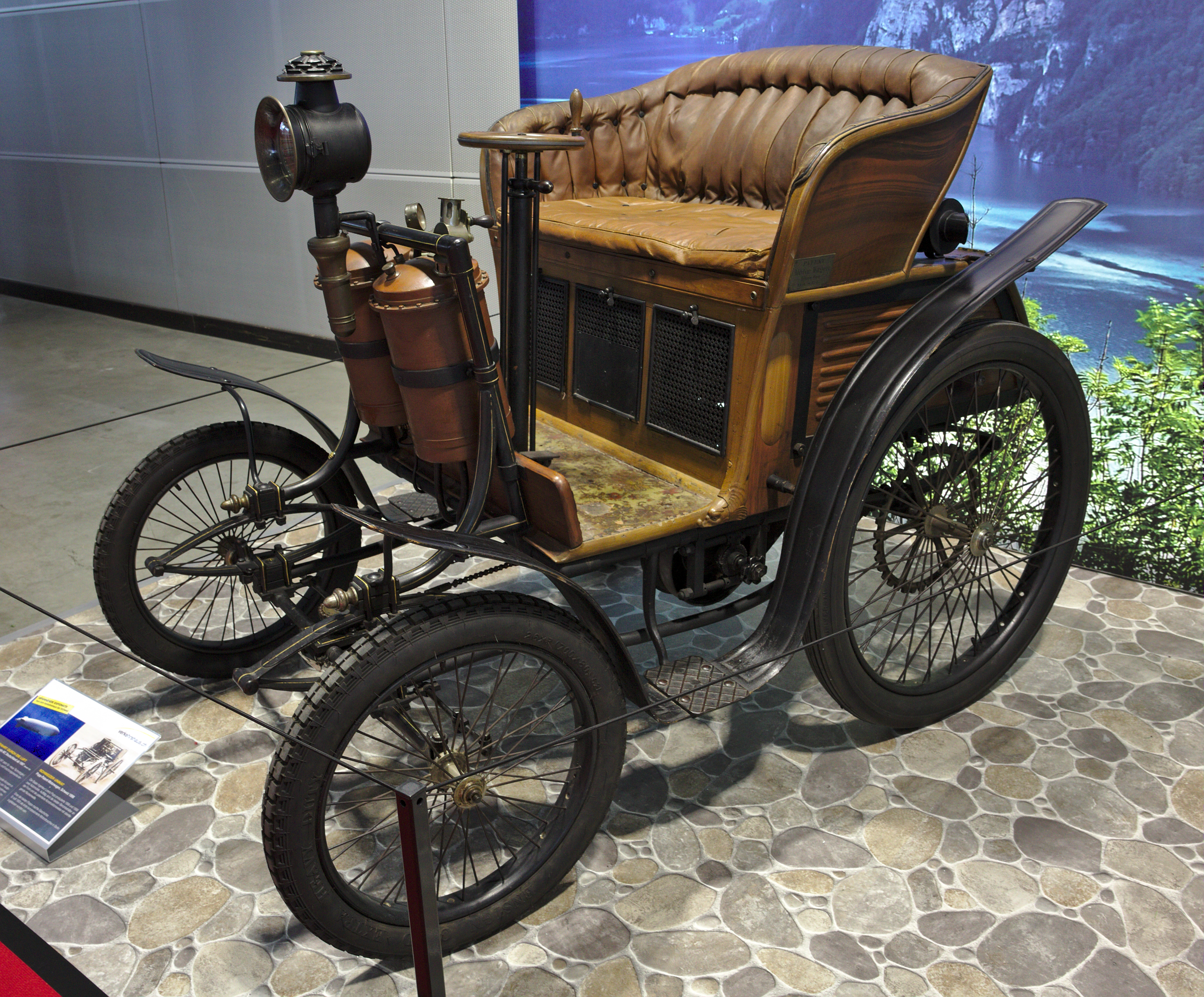
Popp (1898)

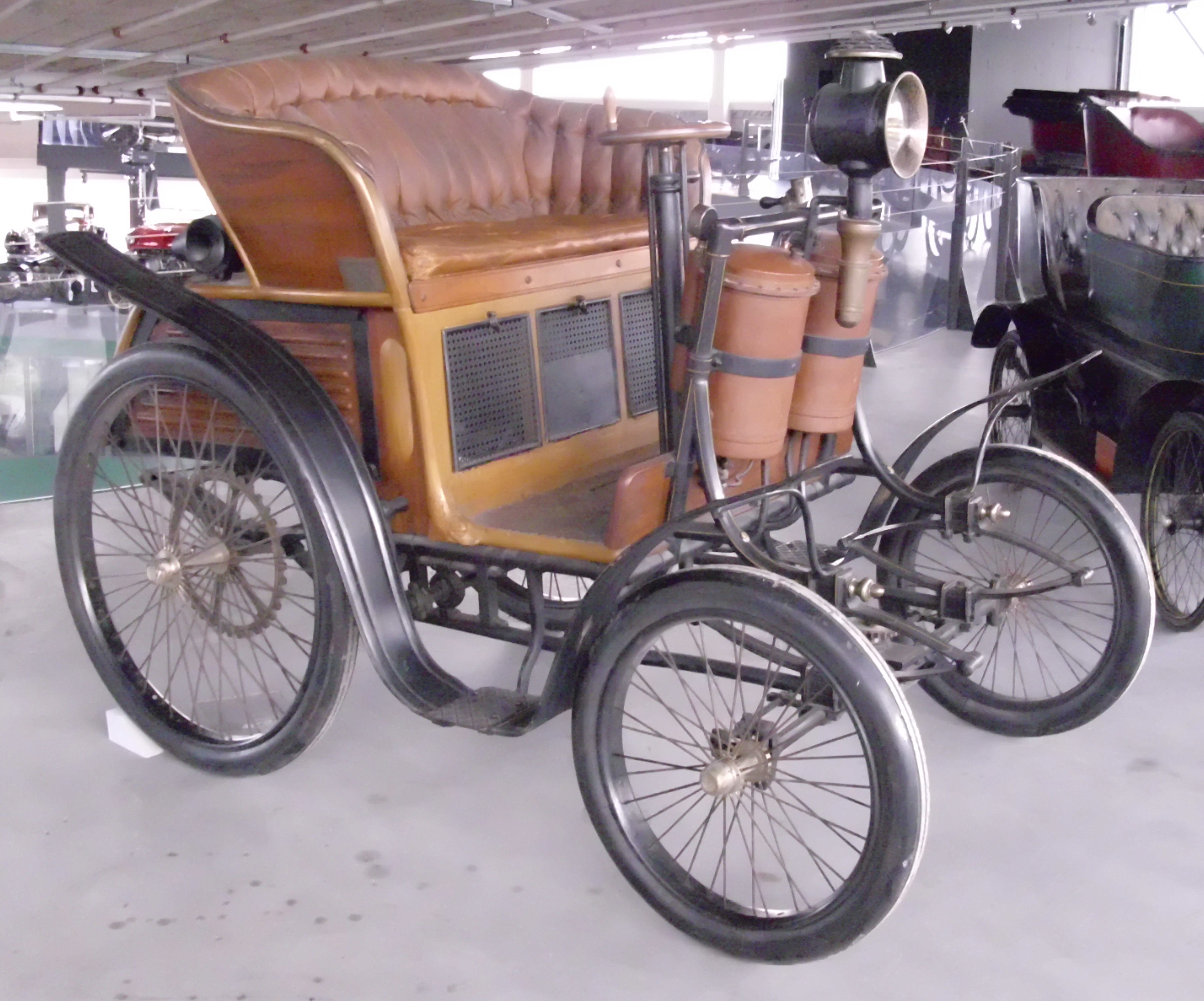
Popp (1898)

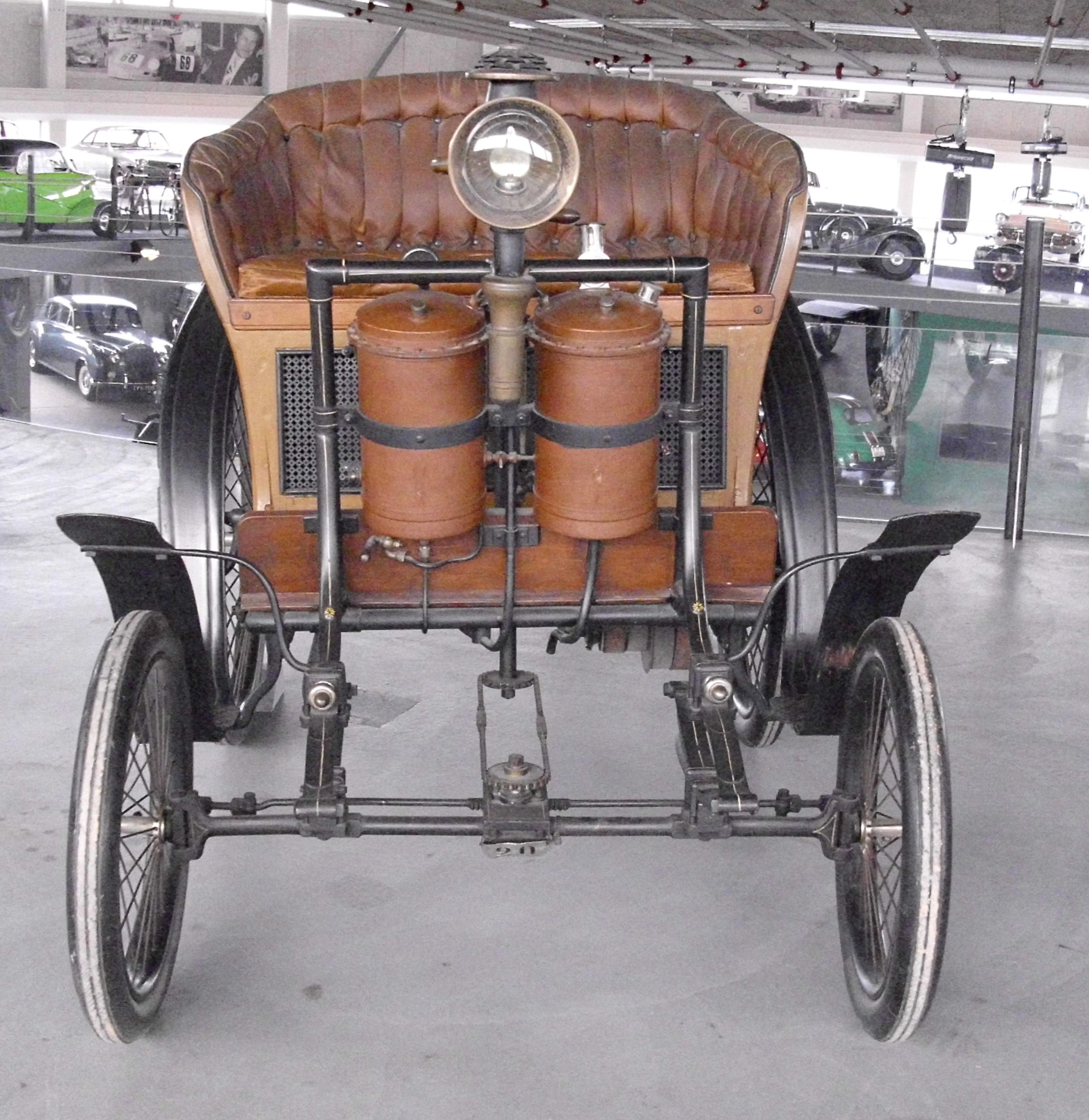
Popp (1898)

Patentmotorwagen Popp je švýcarský automobil.

## Historie
Inženýr Lorenz Popp z Basileje, který byl importérem německých vozů Benz & Cie. ve Švýcarsku. V roce 1898 a 1899 vyrobil dva automobily za přispění finančníka Edouarda Burkhardta. Lorenz Popp se později se stal zástupcem německé automobilky Stoewer a italského Fiatu v Curychu.

## Vozidla
Oba vozy Popp byly navenek podobné německým Benzům, konkrétně modelu Benz Velo, karoserie, motor a mechanické díly ale byly odlišné. Typ 7 CV měl vzadu uložený čtyřtaktní dvouválcový, vodou chlazený plochý motor. S objemem 1594 cm³ (vrtání 90 mm, zdvih 122,5 mm) dával výkon 5,2 kW (7 k). Sací ventily byly samočinné, výfukové ovládala vačková hřídel uložená nad hlavou (OHC) a poháněná nekrytým řetězem. Zapalování pomocí žárových trubic. Karburátor byl odpařovací. Přenos pohonu byl řešen řemeny, které nahrazovaly i spojku. Výkon motoru byl z předlohy přenášen řetězem na zadní nápravu. Hmotnost vozu byla více než 700 kg, maimální rychlost kolem 40 km/h.
Jeden dochovaný automobil 7 CV je vystaven v Muzeu dopravy v Lucernu, kde je nejstarším automobilem. V roce 1959 jej muzeu věnoval Fritz Scheidegger z Curychu.